# SPINE
SPINE (Smart Premises Interoperable Neutral-Message Exchange) ist das Datenmodell hinter dem EEBUS-Standard und wurde von der EEBUS-Initiative e.V. entwickelt.
SPINE beschreibt die von EEBUS definierten Anwendungsfälle (Use Cases) in Form von Datensätzen, die mit einer Vielzahl von Protokollen und Übertragungskanälen (WLAN, Thread etc.) kompatibel sind und so die Interoperabilität mit verschiedenen Smart Home und Smart Grid Technologien ermöglichen.

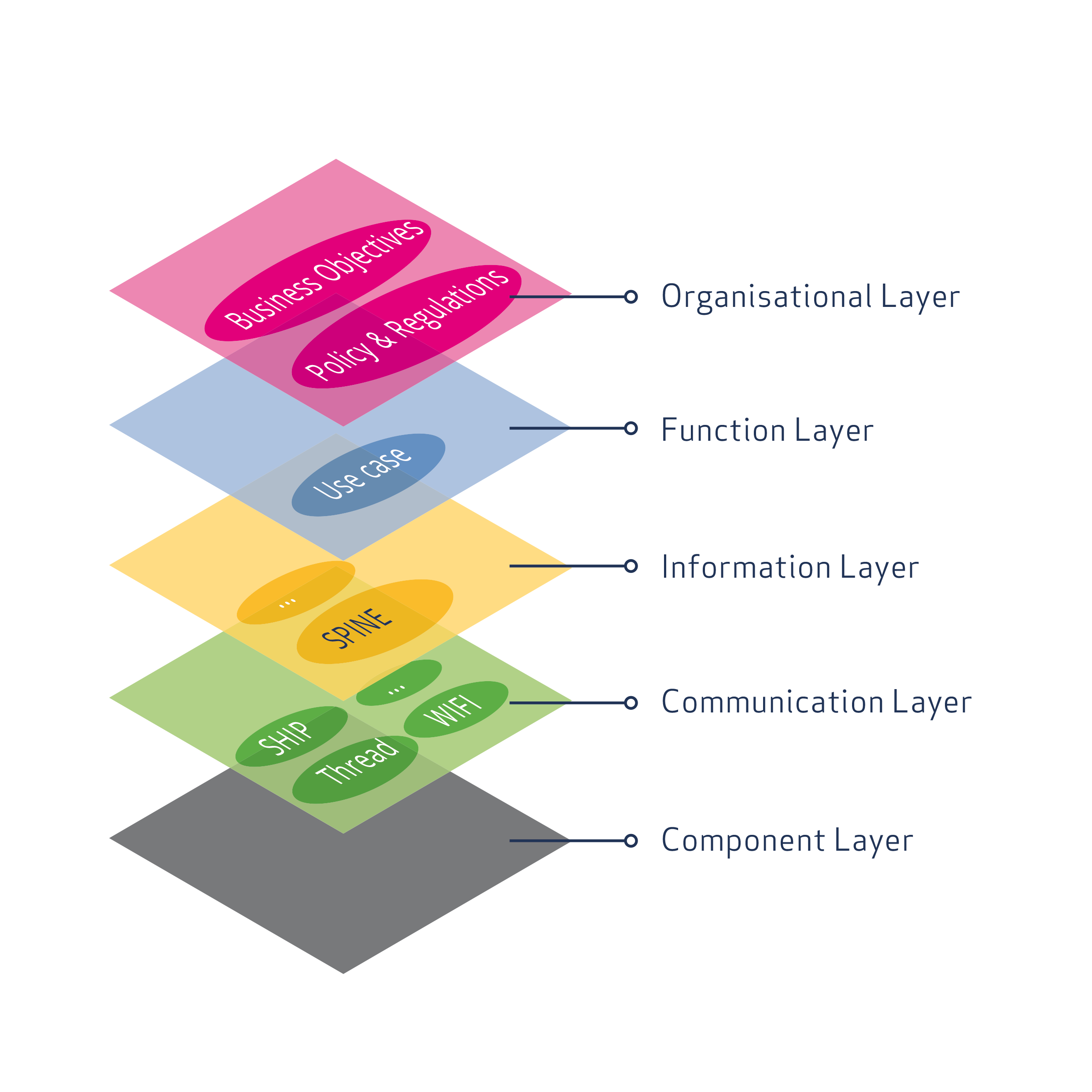
Einordnung von SPINE in das Smart Grid Architecture Model (SGAM)

SPINE kann in das Smart Grid Architecture Model (SGAM) der Smart Grid Coordination Group sowie in das daraus abgeleiteten Home & Building Architecture Model (HBAM) eingeordnet werden.
Das SPINE-Datenmodell ist aus der SAREF-Ontologie abgeleitet und von der EEBUS Initiative als XML-Schema-Definition in der SPINE-Spezifikation angegeben und standardisiert.
Das SPINE-Datenmodell definiert Nachrichten und Prozeduren auf Applikationsebene (ISO-OSI 7) und macht so die EEBUS Gerätekommunikation unabhängig vom verwendeten Transportprotokoll. Die SPINE-Information besteht aus separat spezifizierten Ressourcen- und Protokolldaten. Die Ressourcen beziehen sich auf die tatsächlichen Funktionen der Geräte und das Design unterstützt Integration und Zusammenschaltung zu anderen Ökosystemen (z. B. OCF). Dadurch ist auch der Übergang zu anderen Anwendungsbereichen wie Entertainment oder Gebäudemanagement ohne großen Aufwand möglich. Die Protokollebene beschreibt, wie ein Netzwerk von SPINE-fähigen Geräten eingerichtet werden kann – getrennt vom Übertragungskanal. Eine breite Interoperabilität und die Nutzung von anderen Protokollen (z. B. CoAP) wird von einem modularen Aufbau ermöglicht.
Jede Technologie, die den bidirektionalen Austausch von beliebigen Daten unterstützt, kann mit SPINE verwendet werden. Die direkte Verwendung ist mit dem verschlüsselten und für SPINE nativen TCP/IP-Protokoll SHIP (Smart Home IP) möglich. Für andere Kommunikationstechnologien (z. B. KNX, Modbus, Zigbee) ist ein Datenmapping erforderlich. Durch das Mapping wird der Inhalt von SPINE in dedizierte oder andere Kommunikationsprotokolle, Ökosysteme, aber auch auf andere Domänen und Märkte übersetzt.
Allianzen, wie die amerikanische Open Connectivity Foundation nutzen SPINE als Datenmodell zum Steuern und Managen von energierelevanten Geräten.
Das aktuelle SPINE-Datenmodell umfasst Anwendungsfälle (Use Cases) für verschiedene Arten von Funktionen mit Schwerpunkt auf den Bereichen Smart Energy, Smart Home & Building, Connected Devices und E-Mobility. Das Datenmodell entwickelt sich kontinuierlich und weitere Domains und Use Cases werden durch die Arbeiten der EEBUS Initiative hinzugefügt.
Da SPINE modular und erweiterbar definiert ist, wird es für ein SPINE-Gerät möglich sein, Informationen mit zukünftigen SPINE-Geräten auszutauschen, die während der Systementwicklung noch nicht existierten.